# Bokkos

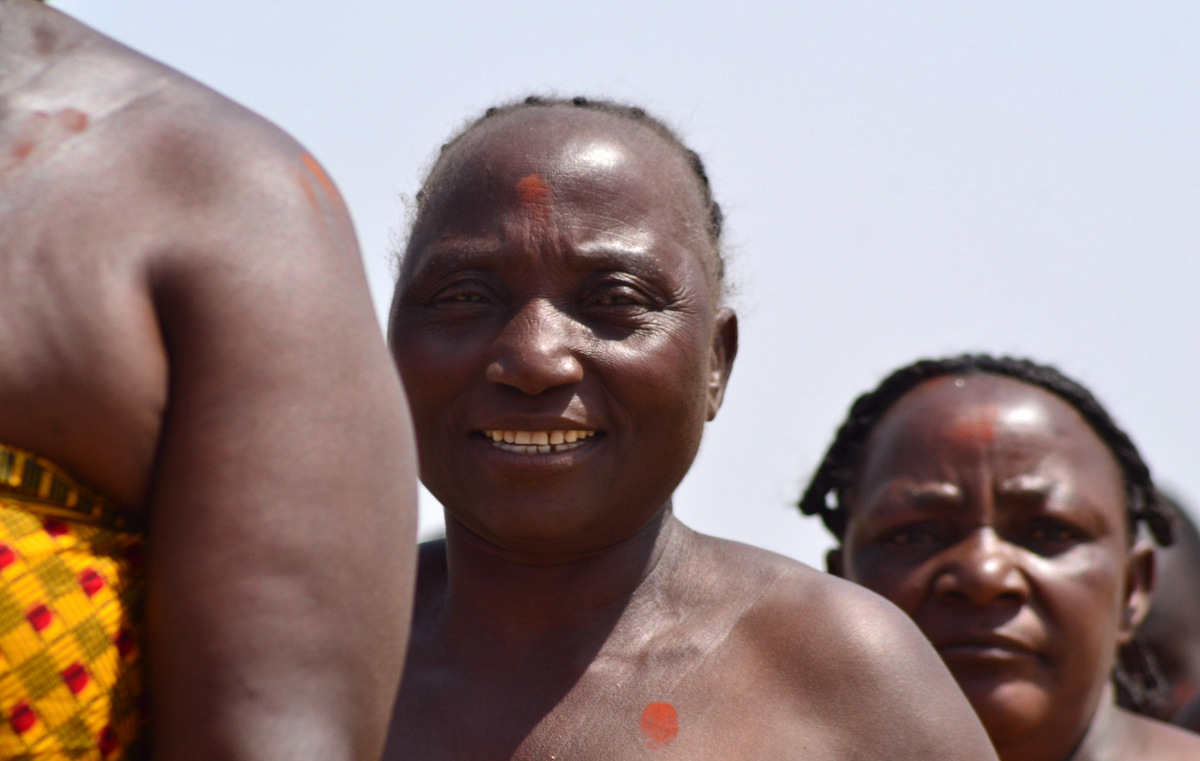
Nawhai Festival (2019)

Bokkos es una localidad del estado de Plateau, en Nigeria, con una población estimada en marzo de 2016 de 235 200 habitantes.
Se encuentra ubicada en el centro-este del país, a poca distancia al norte de la orilla del río Benue —el principal afluente del río Níger—, y al sur de la ciudad de Kano.